# Zhutang (Changhua)
Zhutang, auch Chutang (chinesisch 竹塘鄉, Pinyin Zhútáng xiāng, taiwanisch: Tik-tn̂g-hiong) ist eine Landgemeinde des Landkreises Changhua in der Republik China (Taiwan).

## Lage und Beschreibung

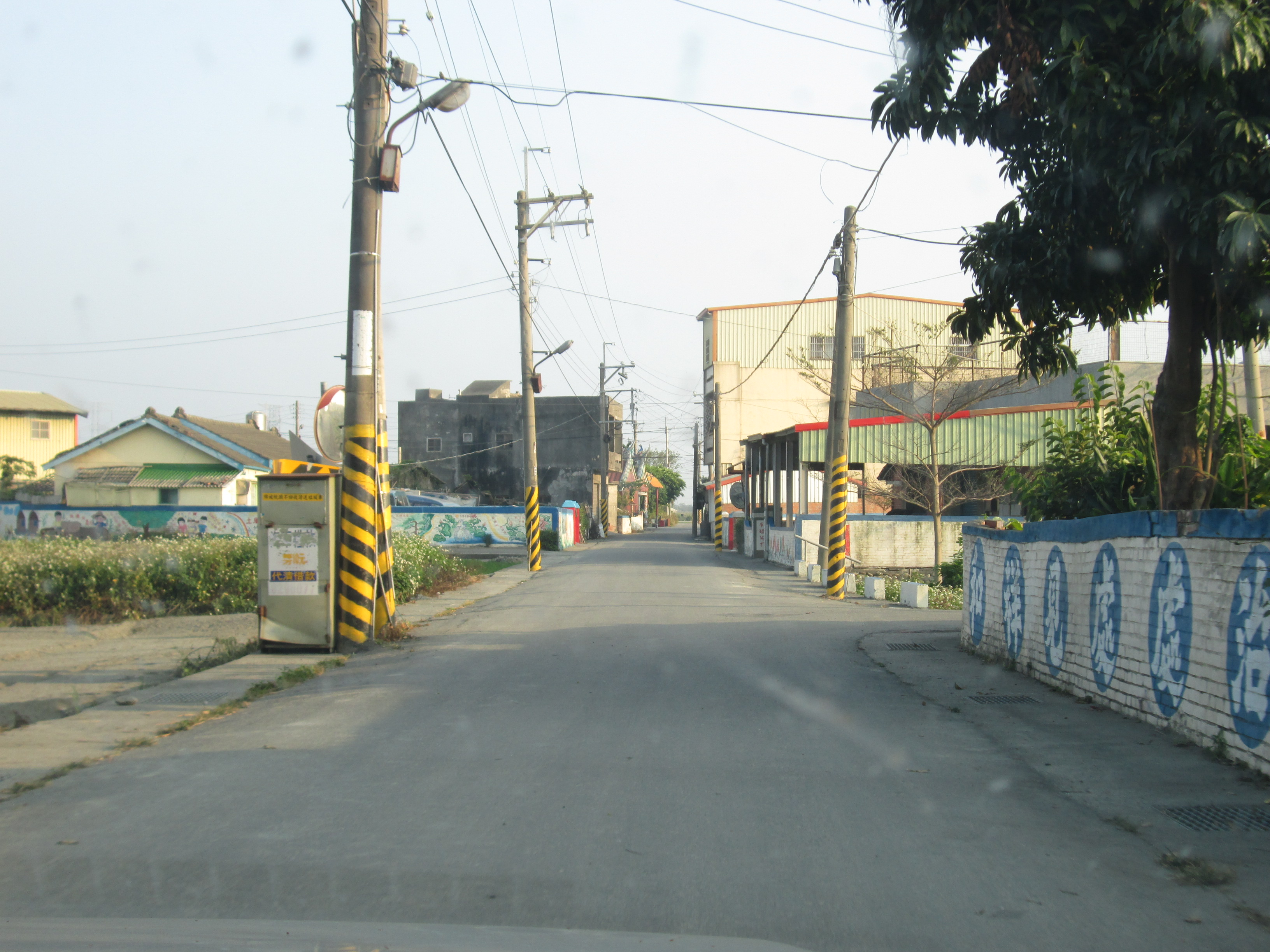
Das Dorf Tuku

Zhutang liegt am Nordufer des Flusses Zhuoshui an der südlichen Grenze des Landkreises Changhua. Seine Nachbargemeinden sind Dacheng im Westen, Erlin im Nordwesten und Norden, Pitou im Nordosten und Xizhou im Osten. Im Süden auf der anderen Seite des Flusses liegen die Gemeinden Xiluo und Erlun des Landkreises Yunlin.
Die Gemeinde liegt auf einer Schwemmebene des Flusses Zhuoshui. Sie ist in 14 Dörfer gegliedert und gehörte mit ca. 14.000 Einwohnern im September 2024 zu den schwächer besiedelten Landgemeinden Changhuas. In den Jahren zuvor ging die Einwohnerzahl kontinuierlich zurück und es ist eine deutliche Alterung der Bevölkerung zu beobachten.

## Geschichte

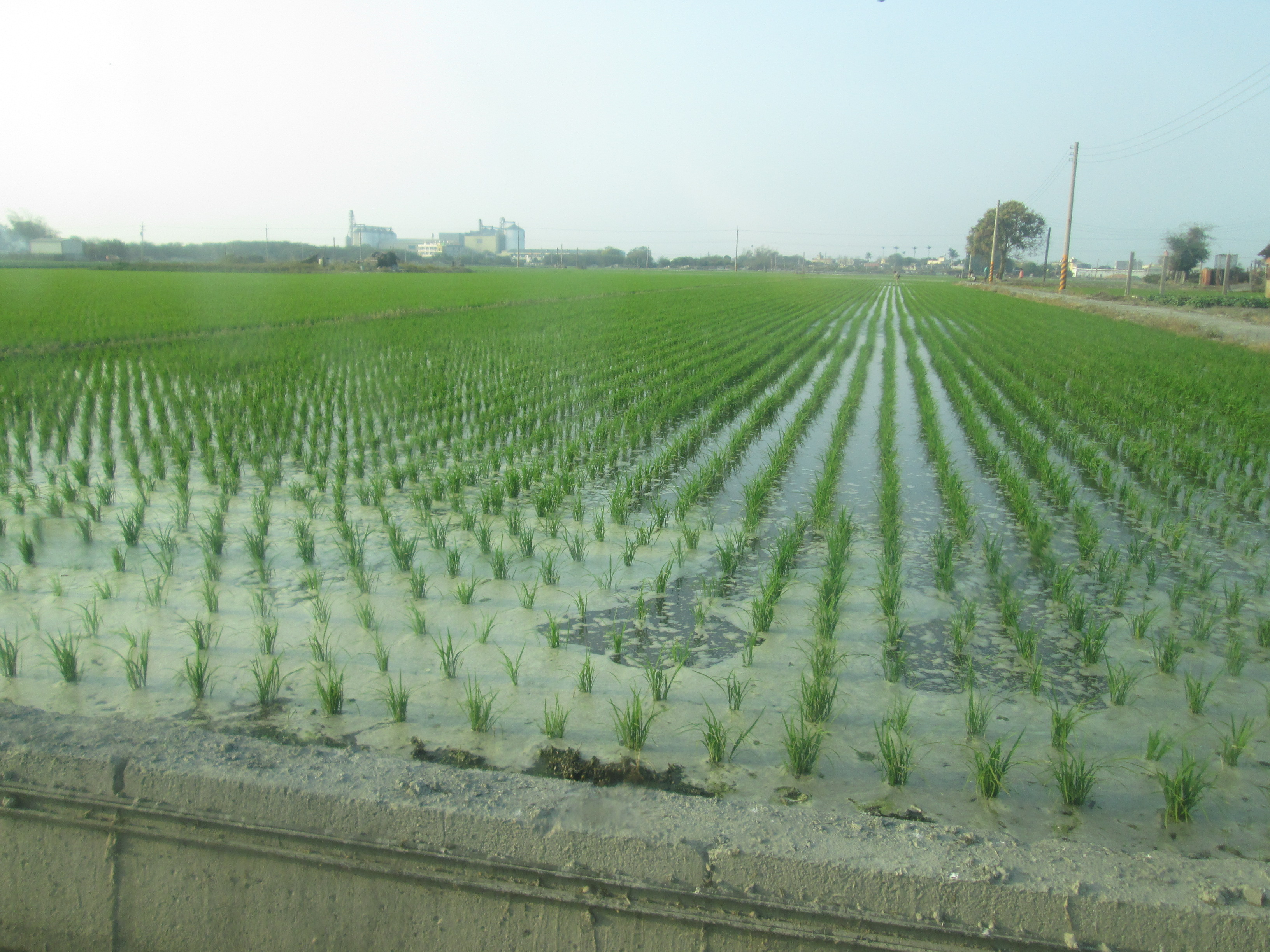
Reisfeld in Zhutang

Die ursprünglich auf dem Gebiet des heutigen Zhutang lebenden taiwanischen Ureinwohner wurden seit Beginn des 18. Jahrhunderts von chinesischen Einwanderern verdrängt oder assimiliert.
Zur Herkunft des Ortsnamens gibt es zwei Annahmen. Zum einen wird vermutet, dass sich der Name auf den früher üppigen Bambusbewuchs der Gegend (竹 zhu = „Bambus“) und die hier häufig anzutreffenden Weiher (chinesisch: 塘 tang) bezog. Einer anderen Lesart zufolge ist das erste Schriftzeichen eine Abkürzung für 蘆竹 (luzhu = „Schilf“). Je nach Auffassung könnte man den Ortsnamen also mit „Bambusteiche“ oder „Schilfteiche“ wiedergeben.
Die Siedler machten das Land urbar und es entwickelte sich eine blühende Landwirtschaft mit den Schwerpunkten Nassreisanbau und Viehzucht. 1949 wurde Zhutang in den neuen Landkreis Changhua eingegliedert.

## Verkehr und Wirtschaft

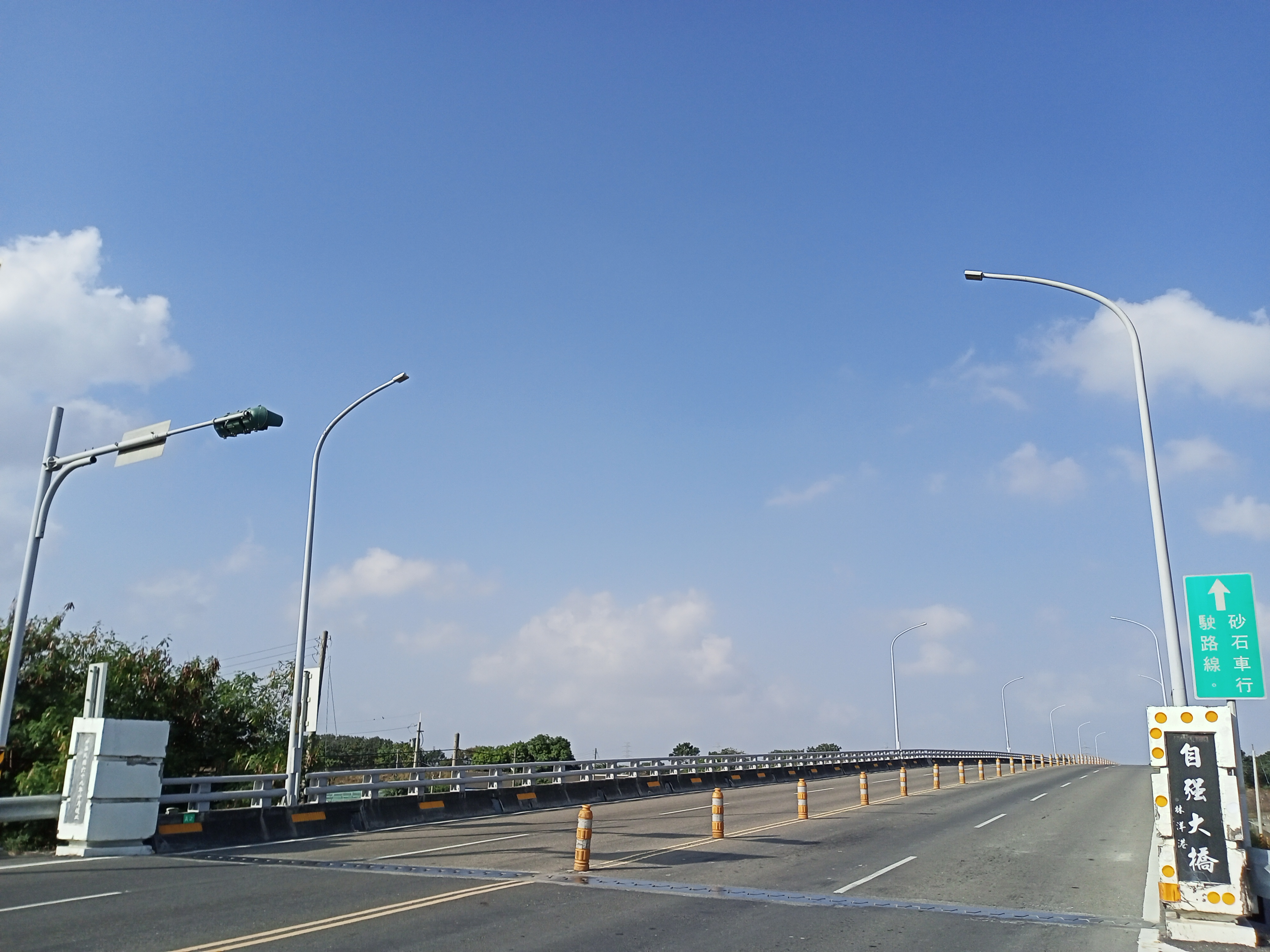
Die Ziqiang-Brücke

Zhutangs wichtigste Straßen sind die Provinzstraße 19, die die Gemeinde von Nordost nach Südwest durchquert, und die Kreisstraße 152, die von West nach Ost längs durch das Gebiet führt. Über den Fluss Zhuoshui erstreckt sich die Ziqiang-Brücke, über die man in den Landkreis Yunlin im Süden gelangt.
Der Öffentliche Nahverkehr besteht aus zwei Buslinien.
Zhutang ist landwirtschaftlich geprägt. Wichtigstes Erzeugnis ist Reis, der im Nassreisanbau angebaut wird. Daneben werden Champignons, Weintrauben, Klettentee, Erbsen, Birnen, Eier und Reisnudeln produziert.

## Kultur und Sehenswürdigkeiten

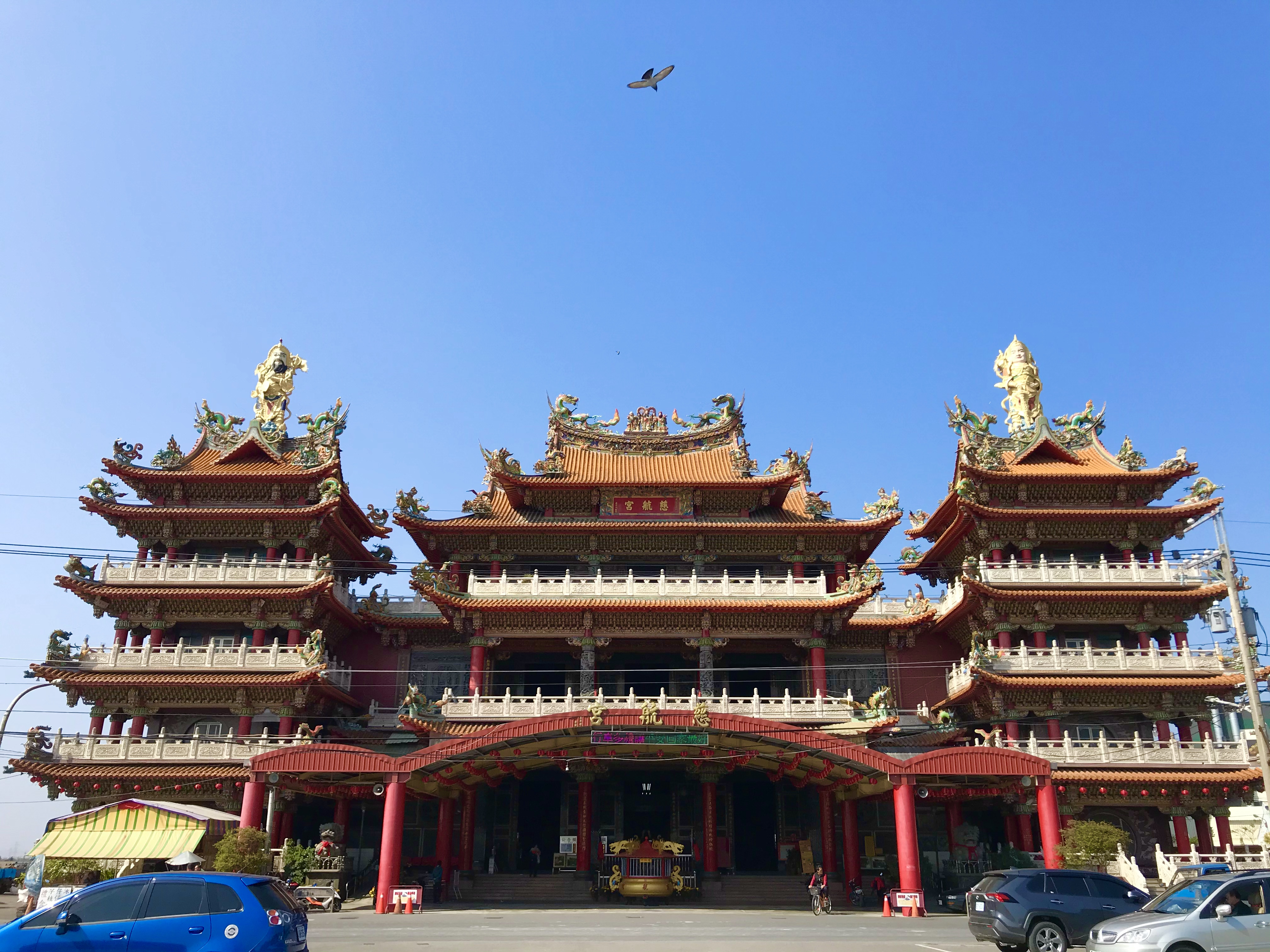
Der Cihang Gong

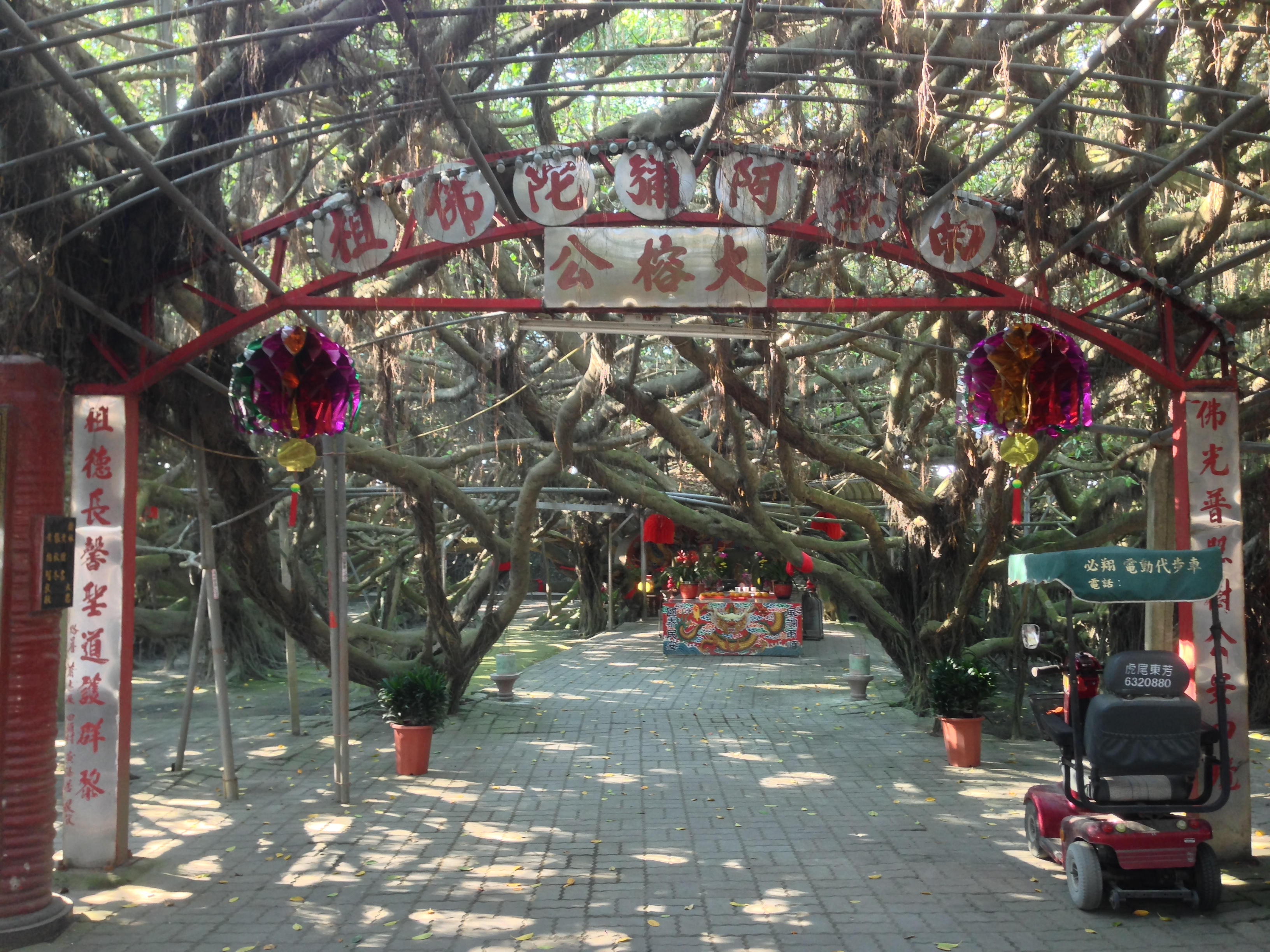
Der Altar unter dem alten Banyanbaum

Das größte religiöse Zentrum Zhutangs ist der der Göttin Guanyin gewidmete Tempel Cihang Gong (慈航宮) im Dorf Zhuyuan. Die Entstehungsgeschichte dieses Heiligtums geht auf einen Verkehrsunfall im Jahr 1981 zurück. Damals überschlug sich ein Lieferwagen, der eine Statue der Göttin transportierte, auf der Provinzstraße 19. Die sechs Insassen blieben unverletzt, die Statue wurde auf ein angrenzendes Feld geschleudert, wo sie in sitzender Stellung aufkam. Die Einheimischen werteten dies als Zeichen und errichteten hier den Cihang Gong.
Im Dorf Tiantou im Südosten der Gemeinde steht der jahrhundertealte weitverzweigte Banyanbaum Jiulong Darong Gong (九龍大榕公), der den Einheimischen als heilig und eine Verkörperung Buddhas gilt. Unter seinen Zweigen gibt es einen Altar und neben ihm befinden sich ein Park und ein Spielplatz.